# Fiordo di Ardencaple
Il fiordo di Ardencaple (danese Ardencaple Fjord) è un fiordo della Groenlandia di 80 km. Si trova a 75°18'N 20°51'O; è situato nel Parco nazionale della Groenlandia nordorientale, fuori da qualsiasi comune.